# 瓦莱姆
瓦莱姆（法語：Walheim，法語發音：[valaim] ⓘ）是法国上莱茵省的一个市镇，属于阿尔特基什区。

## 地理
瓦莱姆（47°38'31"N, 7°15'59"E）面积4.83 平方千米，位于法国大東部大區上莱茵省，该省份为法国东部内陆省份，是阿尔萨斯的一部分，今与下莱茵省组成了阿尔萨斯欧洲集体，其北临下莱茵省，西接孚日省，西南接贝尔福地区省，东侧沿莱茵河与德国相望，南与瑞士接壤。
与瓦莱姆接壤的市镇（或旧市镇、城区）包括：阿尔特基什、阿斯帕克、维特斯多夫、埃姆林根、吕姆什维莱尔。
瓦莱姆的时区为UTC+01:00、UTC+02:00（夏令时）。

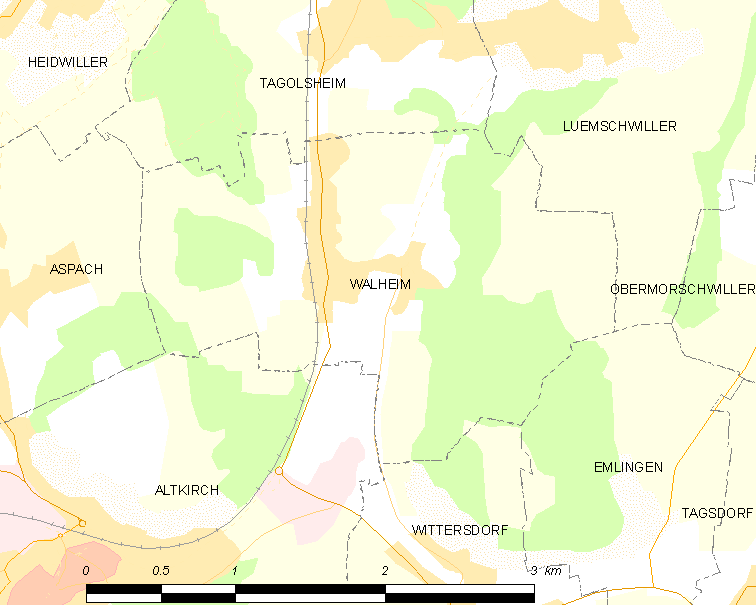
瓦莱姆的OSM定位图

## 行政
瓦莱姆的邮政编码为68130，INSEE市镇编码为68356。

## 政治
瓦莱姆所属的省级选区为阿尔特基什县。

## 人口

1962-2008年间瓦莱姆人口变化图示

瓦莱姆于2022年1月1日时的人口数量为888人。